# Dubina (Pardubice)
Sídliště Dubina je sídliště ve statutárním městě Pardubice, součást části Studánka v městském obvodu Pardubice III. Nachází se na východě Pardubic. Výstavba v této lokalitě započala v 1. polovině 70. let stavbou domova důchodců a následně výstavbou rodinných domků v jižní části a panelového sídliště v části severní. V roce 1987 byla zřízena autobusová linka 13 a v pozdější době 8 z nádraží na Dubinu točnu (dříve Dubina konečná). V roce 2002 byla na sídliště prodloužena trolejbusová linka 13, která do té doby byly obsluhována autobusy a končila na nynější zastávce Dubina točna. V roce 2001 zde bylo evidováno 330 adres a trvale zde žilo 10114 obyvatel. Dubina (základní sídelní jednotky Sídliště Dubina a Dubina-jih) leží v katastrálním území Studánka.

## Historie
Sídliště Dubina bylo postaveno dle projektu z 60. let mezi silnicí směr Holice, parkovým lesem Dubina a zástavbou při ulici Věry Junkové. Areál souboru má rozlohu asi 56 ha. K zeleným pásům vedeným sídlištěm byla připojena veškerá občanská zařízení vyžadující klid a pěší docházku. Hromadná i individuální doprava obsluhuje soubor z obvodových komunikací a zůstává na okraji sídliště, takže neruší vnitřní život a sídliště je bezpečné pro chodce.

## Výstavba
Realizace výstavby začala již roku 1972, a to nejprve svépomocnou tzv. družstevní výstavbou a dle této koncepce byla postaveny obytné domy o 640 bytech v západní části území a také domov důchodců v ulicích Karla Marxe (dnes ul. Blahoutova) a Engelsova (dnes ul. Bartoňova).
Dle územního plánu z roku 1974 byly postaveny dvě velké obytné etapy označené jako Dubina III/1 a Dubina III/2 celkem o 2500 bytech s občanskou vybaveností odpovídající 12 000 obyvatel, která ale již v době vzniku nepostačovala potřebám občanům a fronty v několika málo obchodech dosahovaly i 400metrové délky. Realizace obou etap byla zahájena v roce 1979. Mezi sídlištěm a lesem došlo ke směrovému zarovnání a částečnému zatrubnění přítoku do Spojilského odpadu. Již za rok byla také vybudována skupina rodinných domků o 120 bytech Dubina I. V roce 1987 byla zahájena poslední stavba, tzv. Dubina III o 350 bytech. Celkem tedy bylo ve všech uvedených částech sídliště Dubina postaveno 3616 bytů pro 12 000 obyvatel. Autorem projektu Dubiny I a domova důchodců byl architekt Jan Třeštík. Realizace domova důchodců podle plánu z let 1966–1970 proběhla v rozmezí let 1968–1975, následně byla oceněna na přehlídce architektonické tvorby SA ČSR 1976 a publikována ve sborníku Mezinárodní unie architektů (UIA). Dubina III/1 a III/2 se budovala podle návrhu architekta Jiřího Háce, Dubinu III/3 projektoval architekt František Příborský. Rodinné domky, které tvoří značnou část souboru, navrhovali architekti Jan Třeštík, I. Přistoupil, J. Navrátil a P. Štěrba. Občanskou vybavenost navrhoval architekt P. Jícha a zdravotní středisko, základní školu a centrum občanské vybavenosti architekti Jiří Hác a A. Zahradník.

## Obslužnost sídliště Dubina městskou hromadnou dopravou
Na sídliště Dubina zajíždí trolejbusy čísel: 5, 11, 13, hist. 51, dále autobusy MHD čísel: 8, 9, 25, 88, hist. 52 a autobus nočního provozu č. 99.
Sídliště disponuje zastávkami trolejbusovými/autobusovými: Dubina, garáže; Dubina, centrum; Dubina, sever (linky 5, 11, 13, 25, 99, částečně 9); a dále zastávkami pouze autobusovými: Blahoutova; Dubina, točna (dříve Dubina, konečná); Dubina, penzion a Dubina, Dubinská (linky 8, 88, 99). Na zastávce Dubina, centrum je rovněž zastávka autobusů ČSAD.